# Talmienka
Talmienka (ros. Тальменка) – osiedle typu miejskiego w Rosji, w Kraju Ałtajskim, ośrodek administracyjny rejonu talmieńskiego. W 2010 liczyło 18 814 mieszkańców.

## Urodzeni
- Dmitrij Sakunienko